# Joe Thomas (football américain)
Pour les articles homonymes, voir Joe Thomas.
College Football Hall of Fame 2019
Pro Football Hall of Fame 2023
(en) Statistiques sur pro-football-reference
Joe Thomas, né le 4 décembre 1984 à Brookfield (Wisconsin), est un joueur américain de football américain qui évolue au poste de offensive tackle.

## Biographie
Il effectua sa carrière universitaire aux Wisconsin Badgers de l'Université du Wisconsin-Madison où il remporta le Outland Trophy en 2006.
Il fut drafté en 2007 à la 3e place (premier tour) par les Browns de Cleveland. Son contrat fut de 43 millions de dollars US sur cinq années dont 23 millions garantis.
À l'issue de la saison NFL 2007, il fut second à la récompense du « Rookie of the Year ».
Il est sélectionné 10 fois au Pro Bowl et 7 fois dans la première équipe All Pro.